# Trio (rekenspel)
Trio is een rekenspel uitgebracht in de jaren 70 van de 20e eeuw door fabrikant Ravensburger.

## Speelveld
Trio wordt in een speelveld van 7 bij 7 losse fiches gespeeld. Op alle fiches staat een getal in de reeks van 1 t/m 9. De fiches hebben een gekleurde rand en zijn wit in het midden met een zwart cijfer daarop. De gekleurde randen zijn blauw, geel, groen, oranje of rood. Het veld kan gelegd worden volgens een vast of willekeurig kleurpatroon, maar dit kleurpatroon is van geen belang tijdens het spel.

## Doel
Er zijn ook 50 getalfiches die de getallenreeks 1 t/m 50 bevat. Doel van het spel is om met 3 naast elkaar gelegen spelbordfiches (horizontaal, verticaal, diagonaal, alle richtingen) en gebruik makend van optellen, aftrekken, delen en vermenigvuldigen het getal van een getalfiche te maken. Ondanks de vele mogelijkheden kan het voorkomen dat een getal niet gemaakt kan worden. Het getal 50 dient deelbaar te zijn door het aantal spelers waarmee gespeeld wordt. Zodoende krijgt iedereen evenveel getallen om te maken en daarmee gelijke kansen op de winst. Degene die het meeste aantal getallen maakt, wint het spel.